# 캐치 (2001년생 프로게이머)
캐치(본명: 한승민, 2001년 9월 22일 ~ )는 대한민국의 리그 오브 레전드 프로게이머로 포지션은 서포터이다. 아이디는 Catch이며 현재 중국 LPL의 썬더토크 게이밍 소속이다.

## 선수 생활
2017년 KeG 광주 소속으로 2017 LoL KeSPA컵에 출전했다.
2018년 12월, 팀 다이나믹스 소속으로 2018 LoL KeSPA컵에 출전했다.
2019년 1월, LPL의 썬더토크 게이밍에 입단했다. 입단 이후 팀의 2군팀에 합류했다. 2021 스프링 시즌을 앞두고 팀의 1군팀으로 콜업되었다.